# 역시 청춘
「역시 청춘」(やっぱ青春)은 2011년 6월 23일에 업프런트 워크스에서 발매된, 소라노 아오이(CV.키타하라 사야카)의 첫 싱글 곡이다.

## 개요
TV 도쿄에서 방영중인 TV 애니메이션 「이나즈마 일레븐 GO」에 등장하는 캐릭터인 소라노 아오이의 캐릭터송으로, 극중에서 아오이 역을 맡은 키타하라 사야카가 불렀다.
초회생산한정반, 통상반 2종 출시이며, 전자에는 표제 곡의 PV가 수록된 DVD, 이나즈마 일레븐 GO에 등장하는 캐릭터 「니시조노 신스케」의 게임 프로모션 카드가 포함되어 있다. 후자에는 첫회판과 같은 프로모션 카드가 포함되어 있다.
표제곡 「역시 청춘」은 「이나즈마 일레븐 GO」의 엔딩 테마로 사용되고 있다. 또한 컨셉이 "청춘"이며 키타하라는 "음악을 부르면 건강하게 될 곡"이라고 말했다. 또한 키타하라와 같은 10대 계층을 위한 우정, 동아리, 연애 등의 응원가이기도 하다. PV도 제작되어 있으며, 컨셉인 "청춘"이 테마인 "동아리"를 이미지한 5종류의 스포츠 코스튬을 착용한 영상이 되었다. 또한 이 PV는 업프런트 그룹의 선배인 드림 모닝구무스메。의 멤버인 요시자와 히토미가 게스트로 출연하였다.
hotexpress의 칸노 유우키는 「들어 손의 마음을 뜨겁게 시키는 80년대의 분위기가 감도는 사운드 멜로디이며, 폭넓은 층에 받아 들여지는 1곡이다.」라고 비평하고 있다.

## 수록곡
(전작사 : mildsalt, 작곡가 : 키쿠야 토모키)
1. 역시 청춘(やっぱ青春)
편곡 : 후쿠모토 고시로
TV 애니메이션『이나즈마 일레븐 GO』 엔딩 테마
2. 저돌적으로(ガムシャラ)
편곡 : 니시노 후미토
3. 역시 청춘(やっぱ青春) (Original Karaoke)
4. 저돌적으로(ガムシャラ) (Original Karaoke)